# 江和岭
《江和岭》是中国壮族作家黄钲的短篇小说集，漓江出版社1984年1月出版。收入10篇小说，都是描述少数民族地区普遍的“小人物”，展示了他们勤劳、坚强、质朴和善良的品德。通过描绘他们艰苦奋斗、拼搏，给人以一种积极向上的进取精神。《江和岭》篇于1985年获全国第二届少数民族文学创作奖二等奖。
集中《婆春》展现了壮族人过年走外婆家的习俗；《大吼豹的后生们》描写了苗寨在文革结束后拨乱反正，穿插了苗寨民族节日的情节；《恋歌》描写1980年代的新一代农村青年的精神面貌；《正月采茶》则将传统文化与新生活结合起来。《江和岭》描写50年代时壮族少年勒安面对母亲重病，父亲翻船，稻田被淹等种种天灾人祸，独力撑起整个家，努力自学的故事。